# Digital Visual Interface
Digital Visual Interface (DVI) o “Interfaz Visual Digital” es una interfaz de video diseñada para obtener la máxima calidad de visualización posible en pantallas digitales, tales como los monitores con pantalla de cristal líquido (LCD) de pantalla plana y los proyectores digitales.
Fue desarrollada por el consorcio industrial Digital Display Working Group.
Por extensión del lenguaje, al conector de dicha interfaz se le llama conector tipo DVI. El cable DVI es el único cable estándar de uso extendido que ofrece la opción de transmitir señal tanto digital como analógica con el mismo conector, sin embargo, los demás estándares que compiten con él, son exclusivamente digitales.

## Perspectiva general
Los estándares anteriores, como el VGA, son analógicos y están diseñados para dispositivos tipo CRT. La fuente de señal varía su tensión de salida con cada línea que emite para representar el brillo deseado. En una pantalla CRT, esto se usa para asignar al rayo la intensidad adecuada mientras éste se va desplazando por la pantalla. Este rayo no está presente en pantallas digitales; en su lugar hay una matriz de píxeles, se debe asignar un valor de brillo a cada uno de ellos. El decodificador hace esta tarea tomando muestras del voltaje de entrada a intervalos regulares. Cuando la fuente es también digital (como un ordenador), esto puede provocar distorsión si las muestras no se toman en el centro de cada píxel, y, en general, el grado de ruido entre píxeles adyacentes es elevado.  
DVI adopta un enfoque distinto. El brillo de los píxeles se transmite en forma de lista de números binarios. Cuando la pantalla está establecida a su resolución nativa, solamente tiene que leer cada número y aplicar ese brillo al píxel apropiado. De esta forma, cada píxel del buffer de salida de la fuente se corresponde directamente con un píxel en la pantalla, mientras que con una señal analógica el aspecto de cada píxel puede verse afectado por sus píxeles adyacentes, así como por el ruido eléctrico y otras formas de distorsión analógica.

## Características técnicas
El formato de datos de DVI está basado en el formato de serie PanelLink, desarrollado por el fabricante de semiconductores Silicon Image Inc. Emplea TMDS ("Transition Minimized Differential Signaling", Señal Diferencial con Transición Minimizada). Un enlace DVI consiste en un cable de cuatro pares trenzados: uno para cada color (rojo, verde, y azul) y otro para el "reloj" (que sincroniza la transmisión). La sincronización de la señal es casi igual que la de una señal analógica de vídeo. La imagen se transmite línea por línea con intervalos de borrado entre cada línea y entre cada fotograma. No se usa compresión ni transmisión por paquetes y no admite que únicamente se transmitan las zonas cambiadas de la imagen. Esto significa que la pantalla entera se transmite constantemente.
Con un solo enlace DVI (o Single Link), la máxima resolución posible a 60 Hz es de 1920 × 1200 (2,4 Megapíxeles [Mpx]). Por esto, el conector DVI admite un segundo enlace (Dual Link), con otro conjunto de pares trenzados para el rojo, el verde y el azul. Cuando se requiere un ancho de banda mayor que el que permite un solo enlace, el segundo se activa, y los dos pueden emitir píxeles alternos. El estándar DVI especifica un límite máximo de 165 MHz para los enlaces únicos, de forma que los modos de pantalla que requieran una frecuencia inferior deben usar el modo de enlace único, siempre que sea confiable el sistema operativo  y los que requieran más deben establecer el modo de enlace doble. Cuando se usan los dos enlaces, cada uno puede sobrepasar los 165 MHz. El segundo enlace también se puede usar cuando se necesiten más de 24 bits por píxel, en cuyo caso transmite los bits menos significativos. Permitiendo alcanzar resoluciones a 60 Hz de hasta 2560 × 1600.
Al igual que los conectores analógicos VGA, el conector DVI tiene pines para el canal de datos de pantalla, versión 2 (DDC 2) que permite al adaptador gráfico leer los datos de identificación de pantalla extendidos (EDID, "Extended Display Identification Data").

## Monitores DVI importantes
- El monitor T221 de IBM debutó a principios de 2003, y cuenta con cuatro conectores DVI de enlace único y una resolución de 3820×2400, o casi 9,2 millones de píxeles. Conectado a una tarjeta gráfica de enlace único, su frecuencia de actualización es de únicamente 13 Hz. Puede alcanzar 41 Hz conectando los cuatro conectores a tarjetas gráficas. Hay modelos posteriores que se pueden conectar a una tarjeta gráfica DVI de doble enlace, obteniendo así una frecuencia de 24 Hz, aunque esto se consigue usando una caja separadora externa que convierte la señal de doble enlace en dos señales de enlace único para el monitor.
- La pantalla Cinema HD Display de 30 pulgadas de Apple Computer debutó a mediados de 2004 y fue una de las primeras pantallas del mercado en usar una conexión DVI de doble enlace. Su resolución nativa es 2560×1600, unos 4,1 millones de píxeles.

## Conector

Conector DVI (vista del conector hembra).

Conector M1-DA (vista del conector hembra).

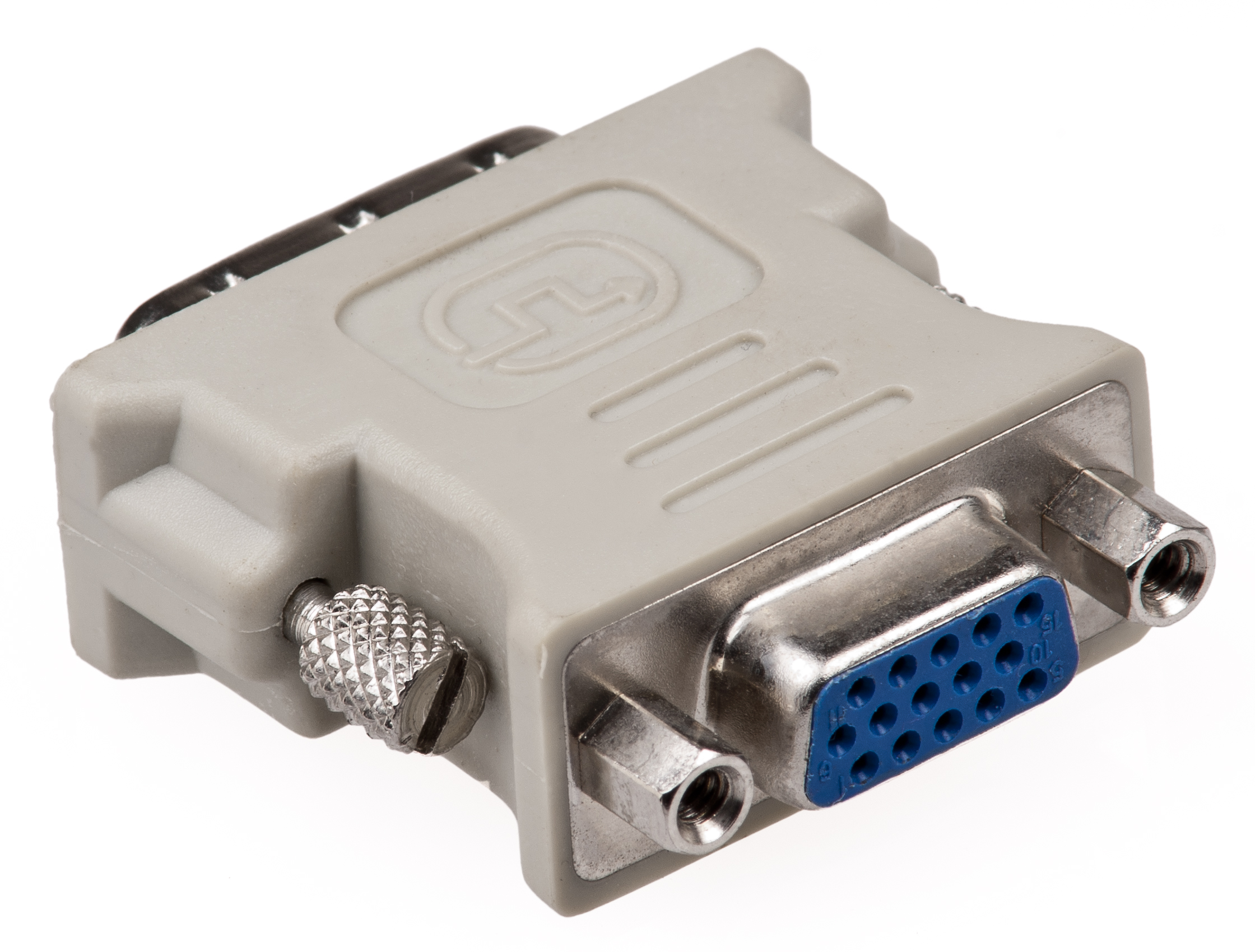
Una conexión VGA puede ser recableada a DVI-A con un adaptador (las señales analógicas deben existir en el zócalo VGA).

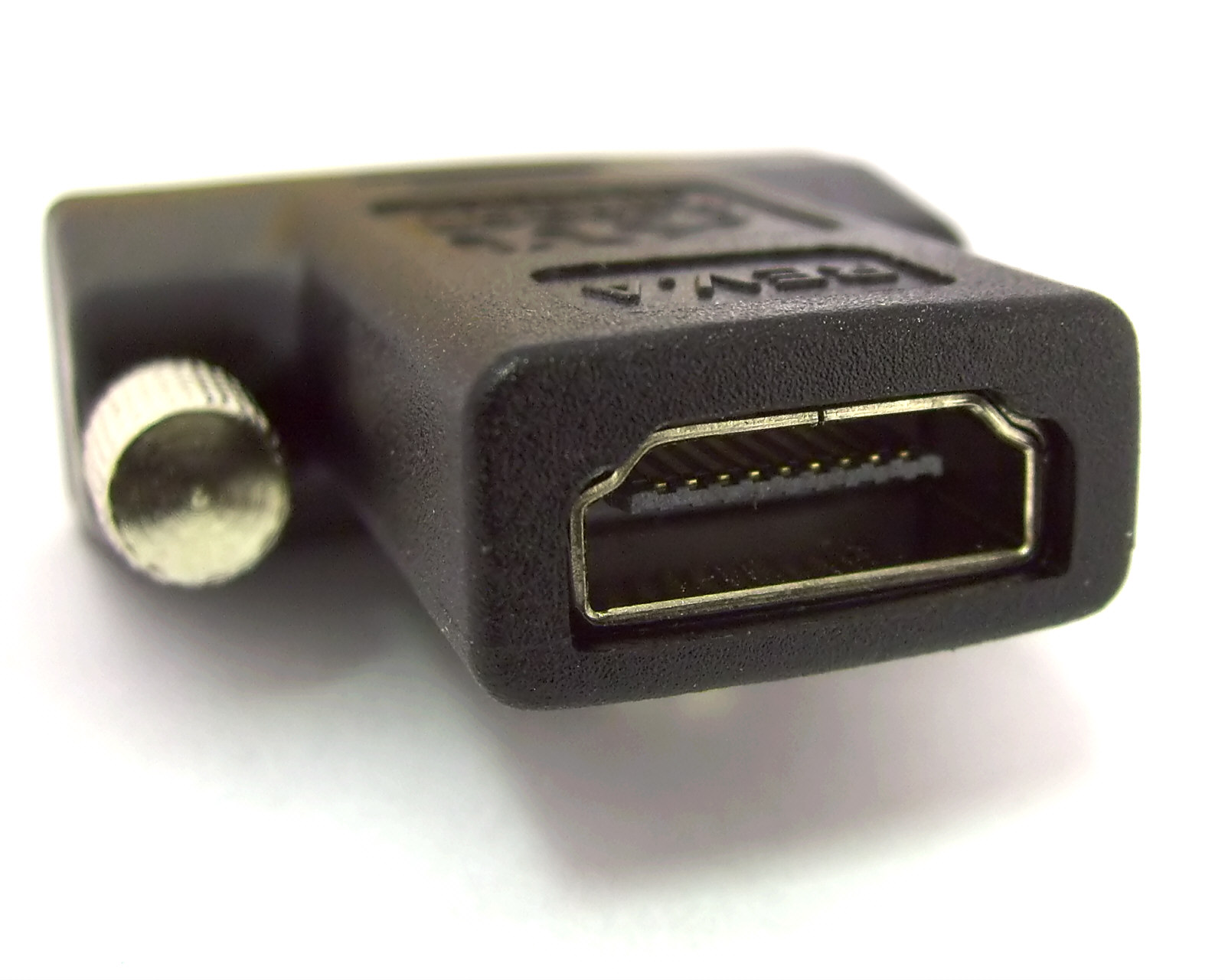
Una conexión HDMI puede ser recableada a DVI-D dual link con un adaptador (las señales de audio deben existir en el zócalo HDMI).

El conector DVI normalmente posee pins para transmitir las señales digitales nativas de DVI. En los sistemas de doble enlace, se proporcionan pins adicionales para la segunda señal. 
También puede tener pins para transmitir las señales analógicas del estándar VGA. Esta característica se incluyó para dar un carácter universal a DVI: los conectores que la implementan admiten monitores de ambos tipos (analógico o digital). 
Los conectores DVI se clasifican en tres tipos en función de qué señales admiten:
- DVI-D (solamente digital)
- DVI-A (solamente analógica)
- DVI-I (digital y analógica)

A veces se denomina DVI-DL a los conectores que admiten dos enlaces. 
DVI es el único estándar de uso extendido que proporciona opciones de transmisión digital y analógica en el mismo conector. Los estándares que compiten con él son exclusivamente digitales: entre ellos están el sistema de señal diferencial de bajo voltaje (LVDS, "Low-Voltage Differential Signalling") conocido por sus marcas FPD ("Flat-Panel Display", monitor de pantalla plana) Link y FLATLINK, así como sus sucesores, el LDI ("LVDS Display Interface", interfaz de pantalla LVDS) y OpenLDI. 
Las señales USB no se incorporaron al conector DVI. Este descuido se ha resuelto en el conector VESA M1-DA usado por InFocus en sus proyectores, y en el conector Apple Display Connector de Apple Computer, que ya no se produce. El conector VESA M1 es básicamente el conector VESA Plug & Display (P&D), cuyo nombre original es EVC ("Enhanced Video Connector", conector de vídeo mejorado). El conector de Apple es eléctricamente compatible con el VESA P&D/M1 y la estructura de los pins es la misma, pero la forma física del conector es distinta. 
Los reproductores de DVD modernos, televisores (equipos HDTV entre ellos) y proyectores de vídeo tienen conectores HDMI. Las computadoras con conectores DVI pueden usar equipos HDTV como pantallas pero se necesita un cable DVI a HDMI o en su defecto un adaptador.

## Especificaciones

### Digital
- Frecuencia mínima de reloj: 21 Hz
- Frecuencia máxima de reloj para enlace único: 165 MHz
- Frecuencia máxima de reloj para doble enlace: limitada únicamente por el cable
- Píxeles por ciclo de reloj: (enlace único) o 2 (doble enlace)
- Bits por píxel: 24

- Ejemplos de modos de pantalla (enlace único):
  - HDTV (1920 × 1080) a 60 Hz con 5% de borrado LCD (131 MHz)
  - 1920 x 1200 a 60 Hz (154 MHz)
  - UXGA (1600 × 1200) a 60 Hz con borrado GTF (161 MHz)
  - SXGA (1280 × 1024) a 85 Hz con borrado GTF (159 MHz)

- Ejemplos de modos de pantalla (doble enlace):
  - QXGA (2048 × 1536) a 75 Hz con borrado GTF (2×170 MHz)
  - HDTV (1920 × 1080) a 85 Hz con borrado GTF (2×126 MHz)
  - 2560 × 1600 (en pantallas LCD de 30 pulgadas)

GTF: ("Generalized Timing Formula", Fórmula de Sincronización Generalizada) es un estándar VESA.

### Analógico
- Ancho de banda RGB: 400 MHz a –3 dB